# Bariumstjärna
Bariumstjärnor är stjärnor av spektralklass G till K vars spektra visar ett överskott av s-processelement genom närvaro av enbart joniserat barium, Ba II, vid 455,4 nm. Bariumstjärnor visar också förstärkta spektrala drag av kol, band av molekylerna CH, CN och C2. Klassen inrättades och definierades ursprungligen av William P. Bidelman och Philip Keenan. Ursprungligen ansågs de vara röda jättar, men samma kemiska signatur har också observerats hos stjärnor i huvudserien.
Observationsstudier av deras radiella hastighet tydde på att alla bariumstjärnor är dubbelstjärnor      Observationer av ultraviolett strålning med hjälp av International Ultraviolet Explorer upptäckte vita dvärgar i vissa bariumstjärnsystem.
Bariumstjärnor tros vara resultatet av massöverföring inom en dubbelstjärna. Massöverföringen inträffade när den nu observerade jättestjärnan befann sig i huvudserien. Dess följeslagare, givarstjärnan, var en kolstjärna i den asymptotiska jättegrenen (AGB) och hade producerat kol- och s-processelement i sitt inre. Dessa kärnfusionsprodukter förflyttades genom konvektion till dess yta. En del av denns materia "förorenade" ytlagren i huvudseriestjärnan när givarstjärnan förlorade massa i slutet av sin AGB-utveckling, och därefter utvecklades till att bli en vit dvärg. Dessa system observeras på obestämd tid efter massöverföringshändelsen, då givarstjärnan sedan länge har varit en vit dvärg.  Beroende på de ursprungliga egenskaperna hos dubbelstjärnan, kan den förorenade stjärnan finnas i olika utvecklingsstadier.
Under sin utveckling kommer bariumstjärnan ibland att vara större och svalare än gränserna för spektraltyperna G eller K. När detta inträffar är vanligtvis en sådan stjärna av spektraltyp M, men dess s-processöverskott kan få den att visa sin förändrad sammansättning som en annan spektral egenhet. Medan stjärnens yttemperatur är i M-typområdet, kan stjärnan visa molekylära egenskaper hos s-processelementet zirkonium som zirkoniumoxid (ZrO)-band. När detta händer kommer stjärnan att synas som en "utanförliggande" S-stjärna.
Historiskt sett var bariumstjärnor ett mysterium, eftersom jättarna av spektralklass G- och K, enligt den standardiserade utvecklingsteorin, inte är tillräckligt långt gångna i sin utveckling för att ha syntetiserat kol- och s-processelement och förflyttat dem till deras yta. Upptäckten av stjärnornas binära natur löste gåtan och satte källan till deras spektrala särdrag i en följeslagare som borde ha producerat sådant material. Massöverföringsepisoden tros vara ganska kort sett i en astronomisk tidsskala.
Prototyper för bariumstjärnor är bland andra Zeta Capricorni, HR 774 och HR 4474. CH-stjärnorna är stjärnor ur Population II med liknande evolutionära tillstånd, spektrala särdrag och omloppsstatistik, och tros vara de äldre, metallfattiga analogerna till bariumstjärnorna.